# Gorges du Doubs
Les gorges du Doubs sont des gorges de 35 kilomètres de long que parcourt le Doubs à la frontière franco-suisse. Côté français, elles vont de Villers-le-Lac, dans le Haut Doubs en Franche-Comté, à Goumois. Côté suisse, les gorges vont des Brenets dans le canton de Neuchâtel à Goumois dans le canton du Jura.

## Géographie
Quelques kilomètres après sa source à Mouthe (France), à partir des Brenets (Suisse), le Doubs traverse des bassins impressionnants (se visitant en bateau) puis se jette 30 mètres plus bas au Saut du Doubs ; puis le Doubs s'enfonce dans une vallée profonde et sinueuse qui se visite à pied via une partie du GR5.

## Sites remarquables
D'amont vers l'aval :
- les bassins du Doubs créés par le lac des Brenets (lac de Chaillexon) avec leurs méandres creusés dans les roches calcaire ;
- le saut du Doubs, cascade de 27 m de hauteur ;
- le barrage du Châtelot avec sa retenue, le lac de Moron ;
- le lac de Biaufond et le pont franco-suisse ;
- le barrage du Refrain ;
- les échelles de la Mort et la centrale du Refrain ;
- le barrage de La Goule ;
- le village de Goumois, seul village situé au fond des gorges et partagé entre la France et la Suisse (Goumois).

Tous ces sites peuvent être admirés, soit depuis la vallée, soit depuis les très nombreux belvédères qui dominent ces gorges profondes.

D'amont vers l'aval
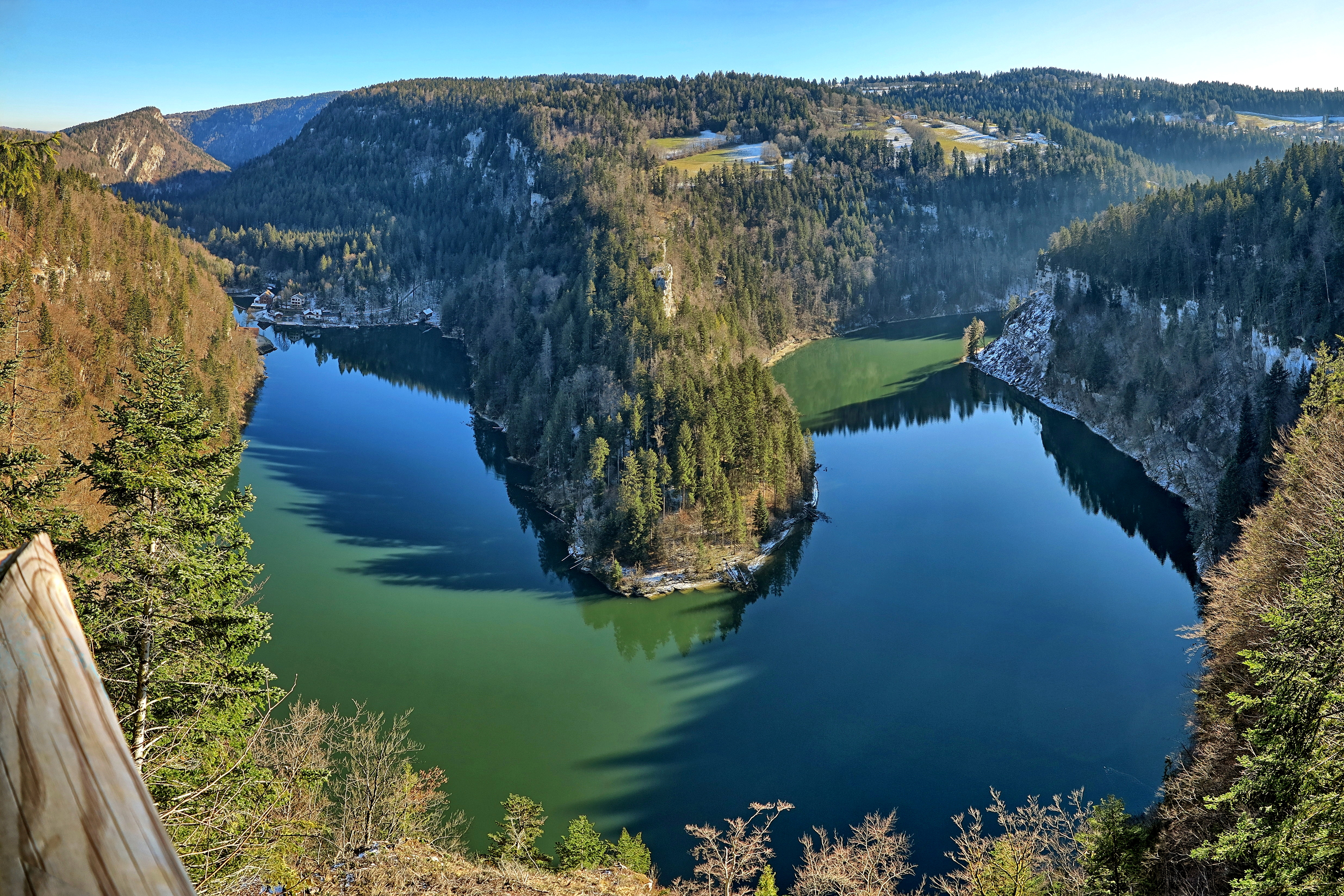
Le bassin du Doubs depuis le belvédère.
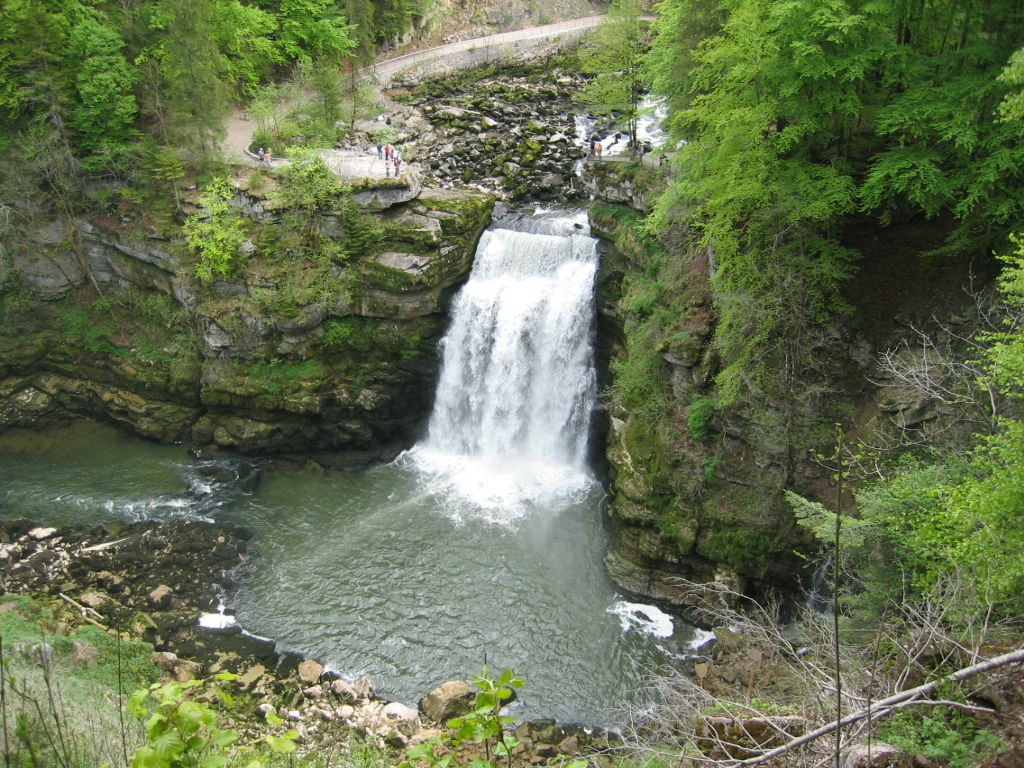
Le Saut du Doubs depuis le belvédère côté France.
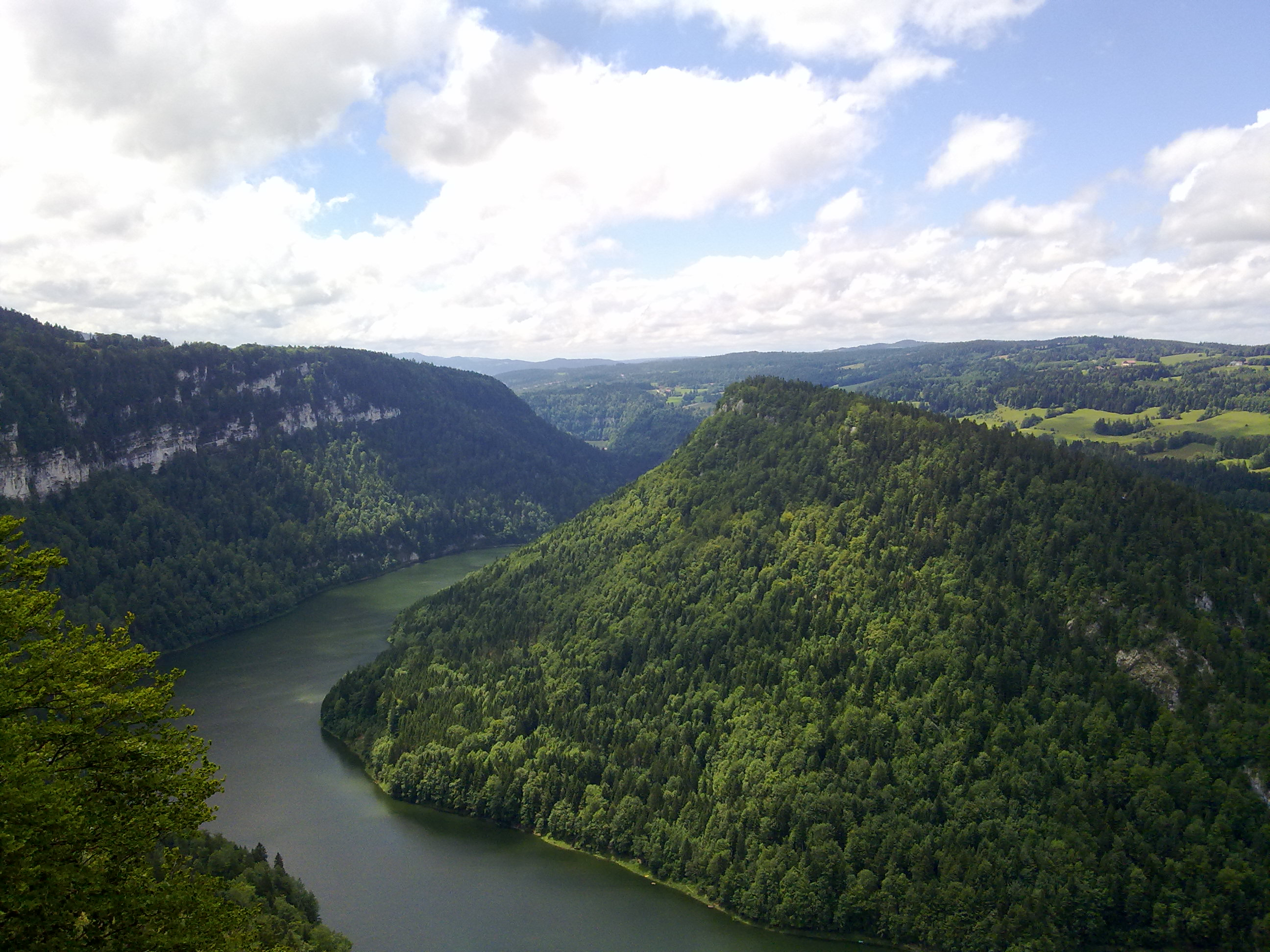
Le lac de Moron depuis les roches de Moron.
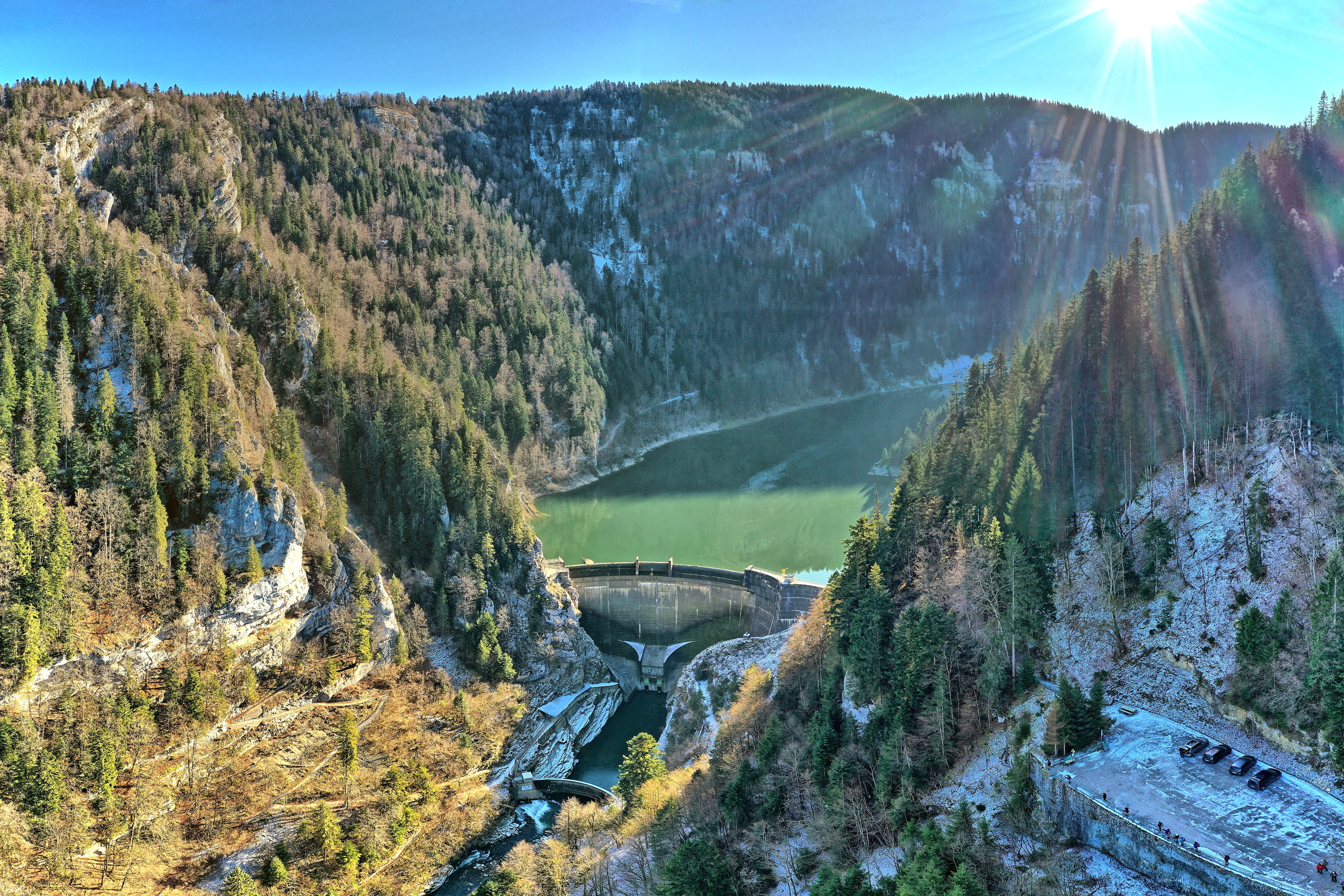
Le barrage du Châtelot.
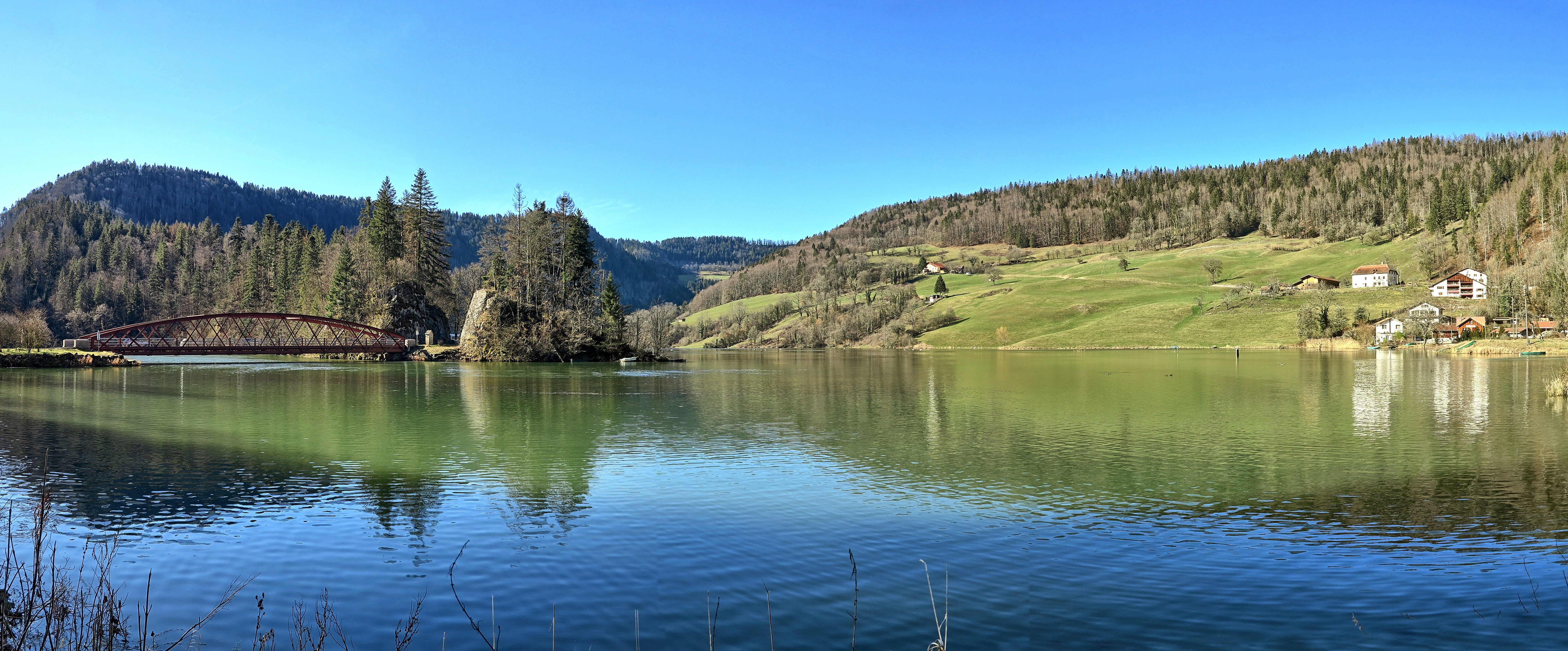
Le lac de Biaufond et le pont franco-suisse.
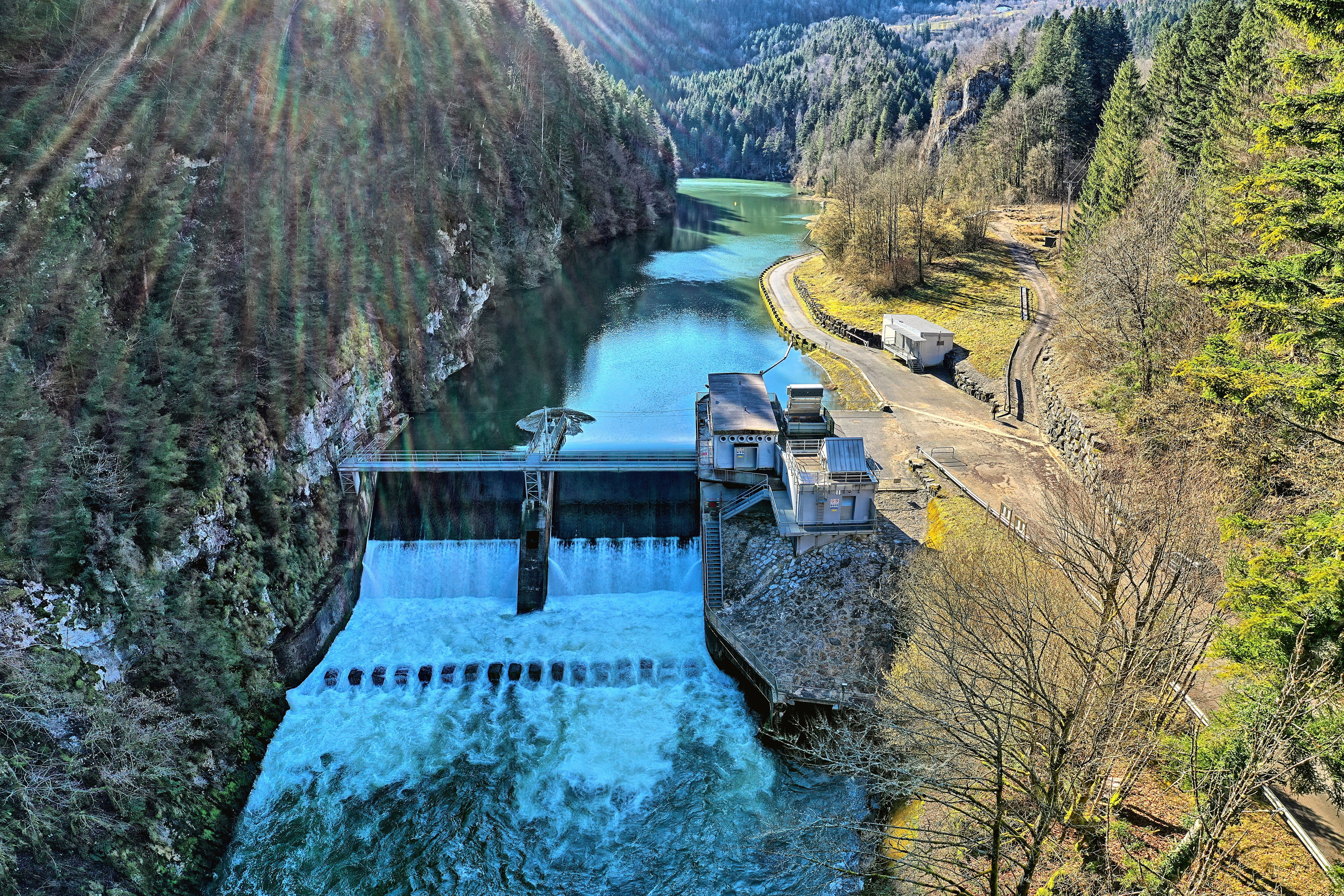
Le barrage du Refrain.
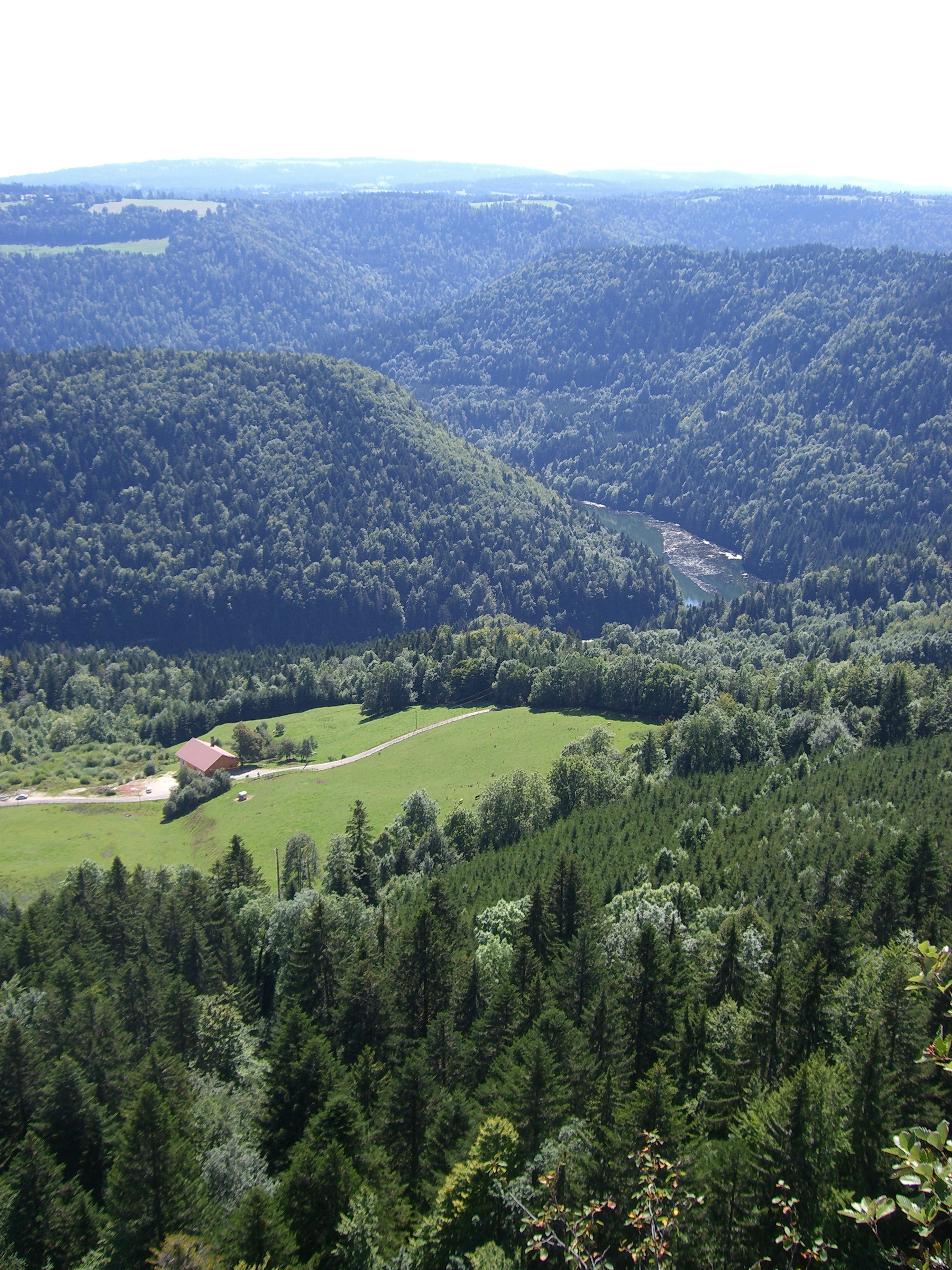
Les gorges depuis le belvédère de la Cendrée.
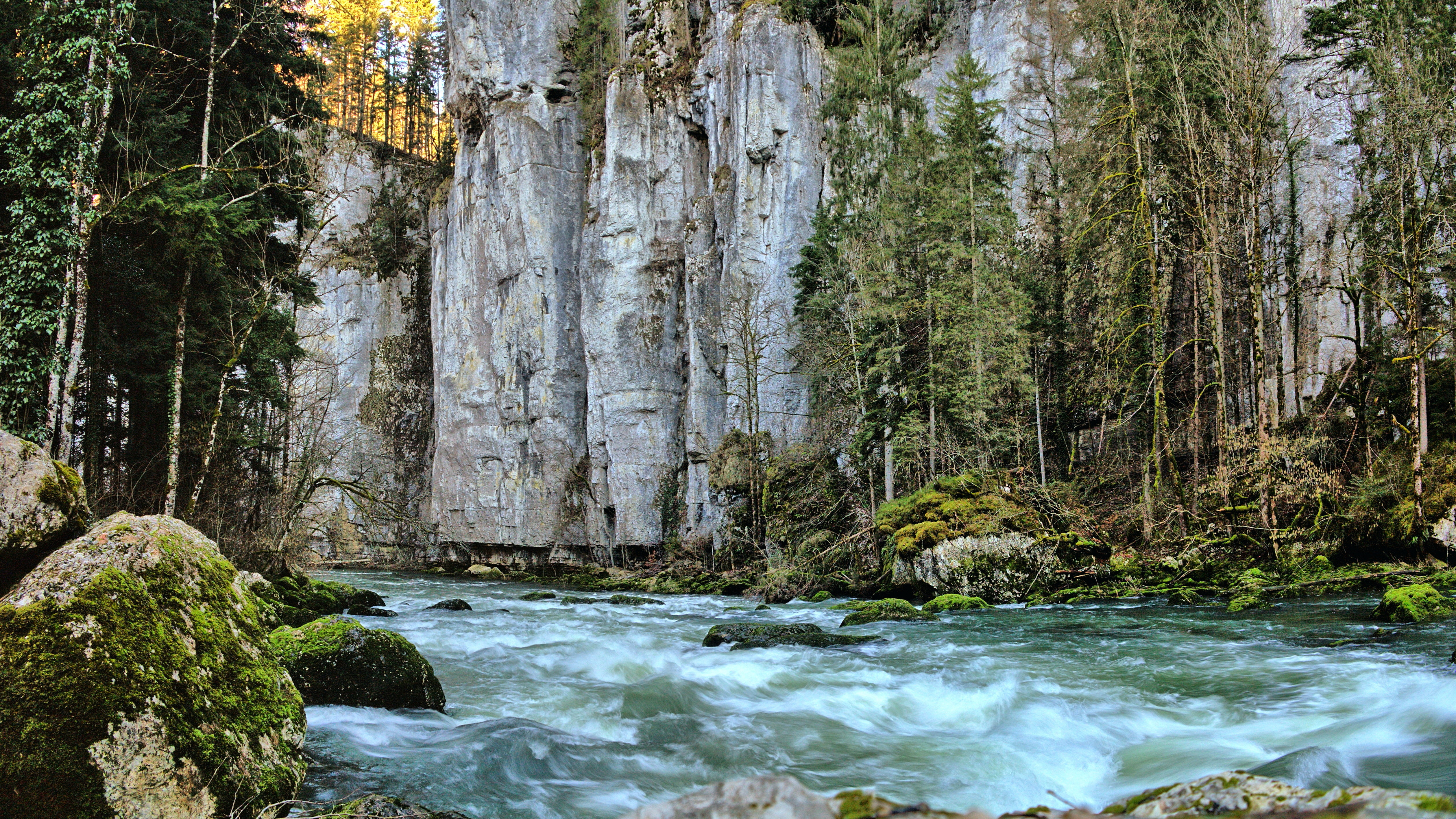
Rapides sur le Doubs en aval du barrage du Refrain.
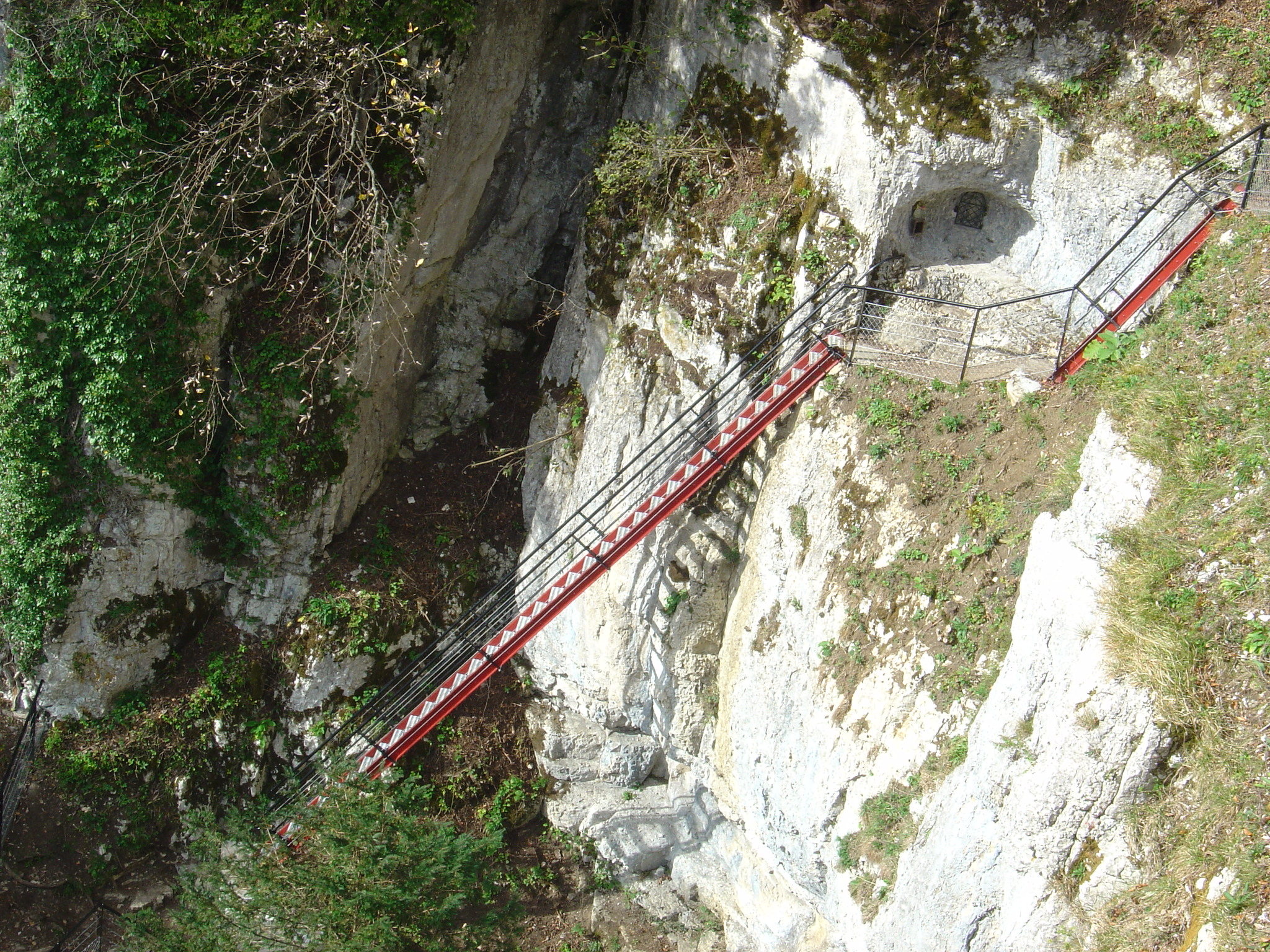
Les échelles de la Mort.
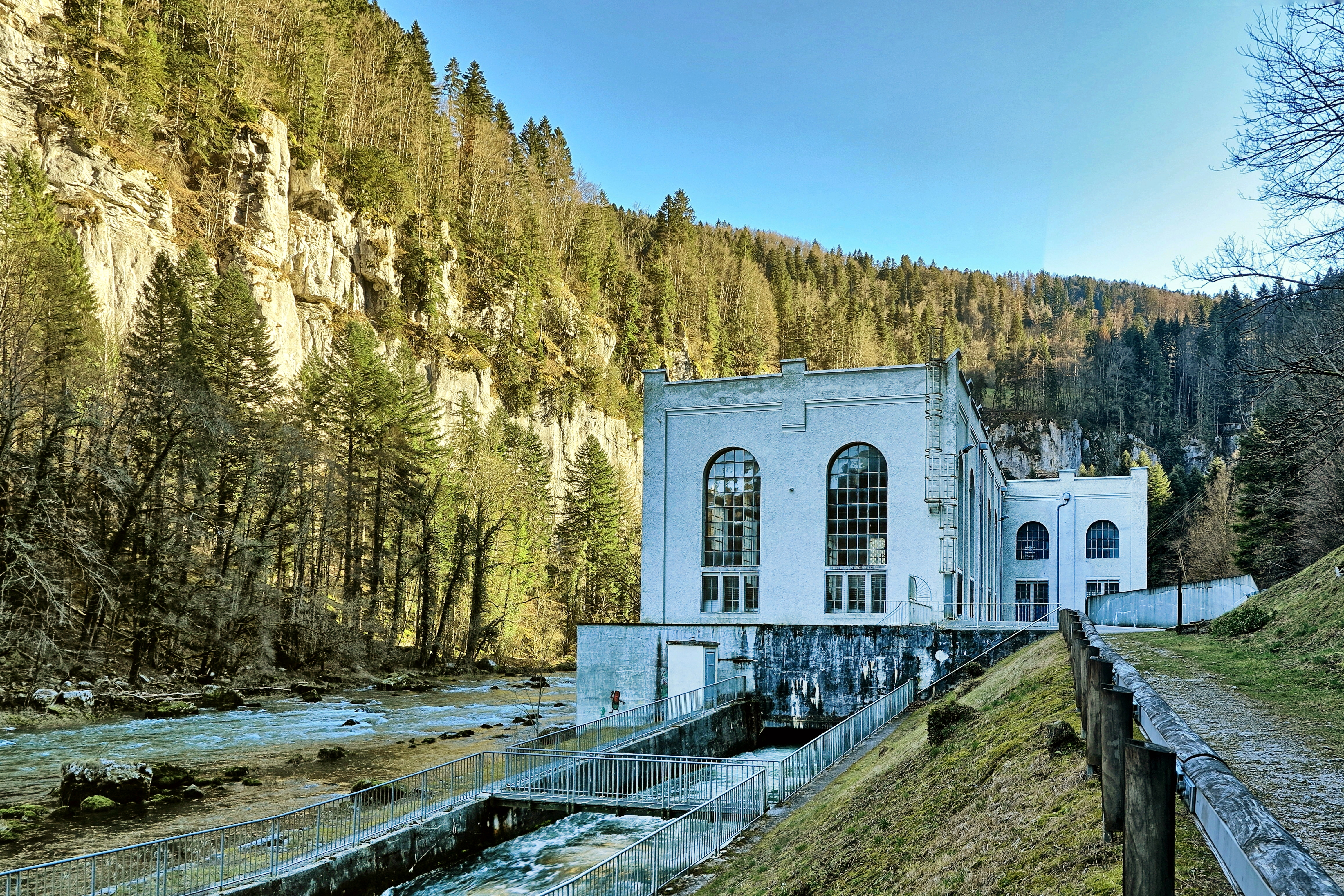
La centrale du Refrain.
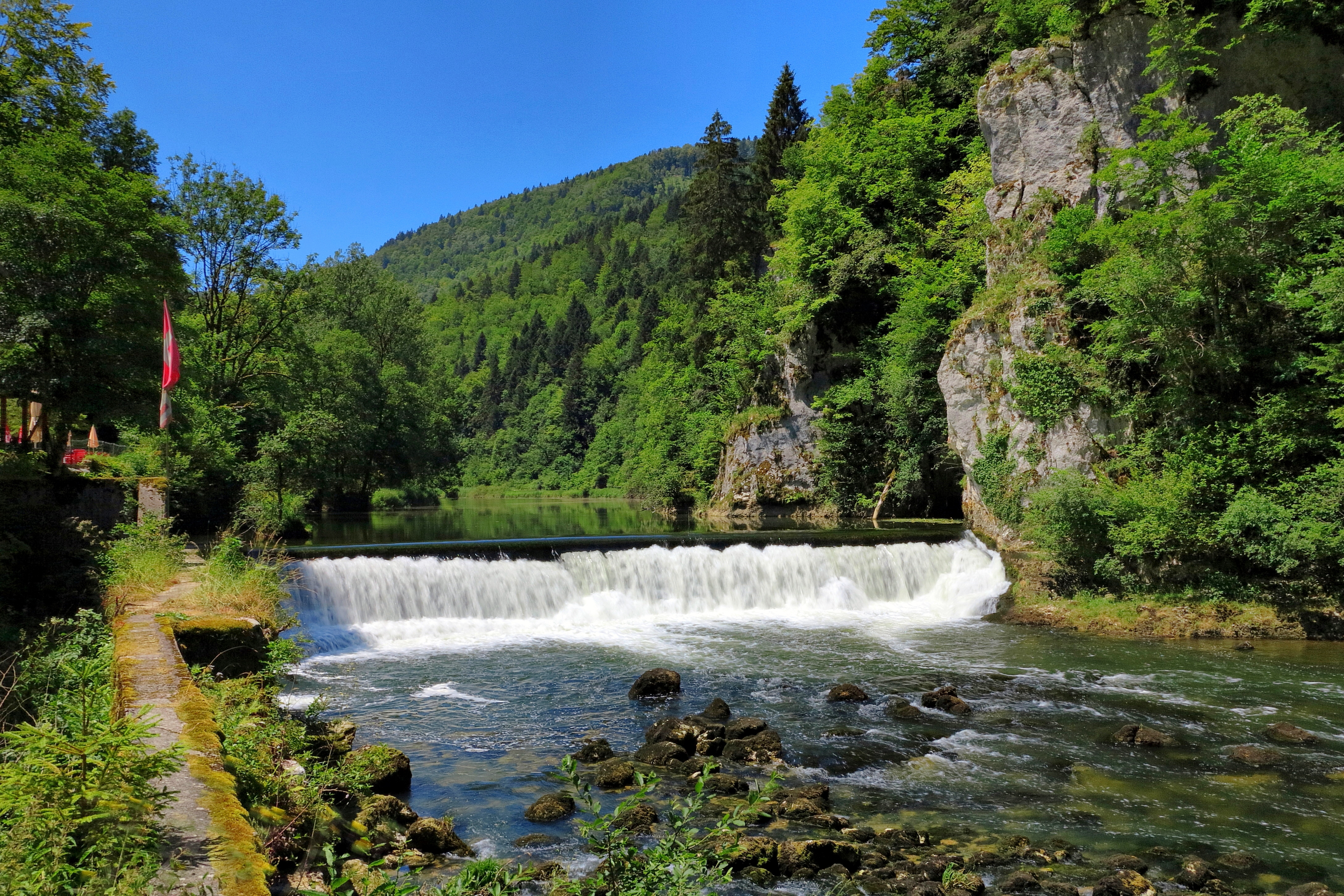
Le barrage du Theusseret en amont de Goumois.
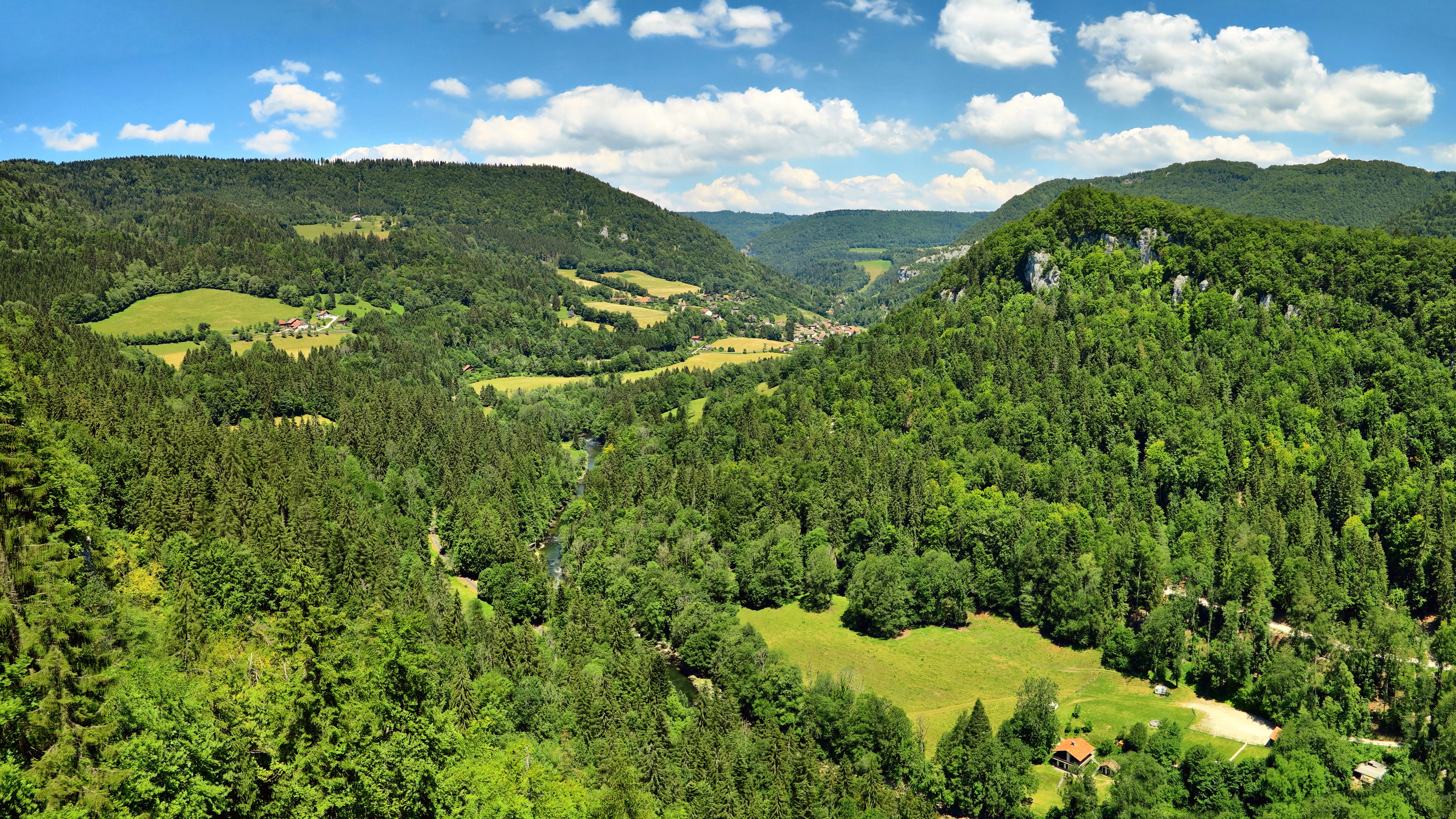
Les gorges depuis le belvédère de la Corniche de Goumois.